# Блейд-сервер

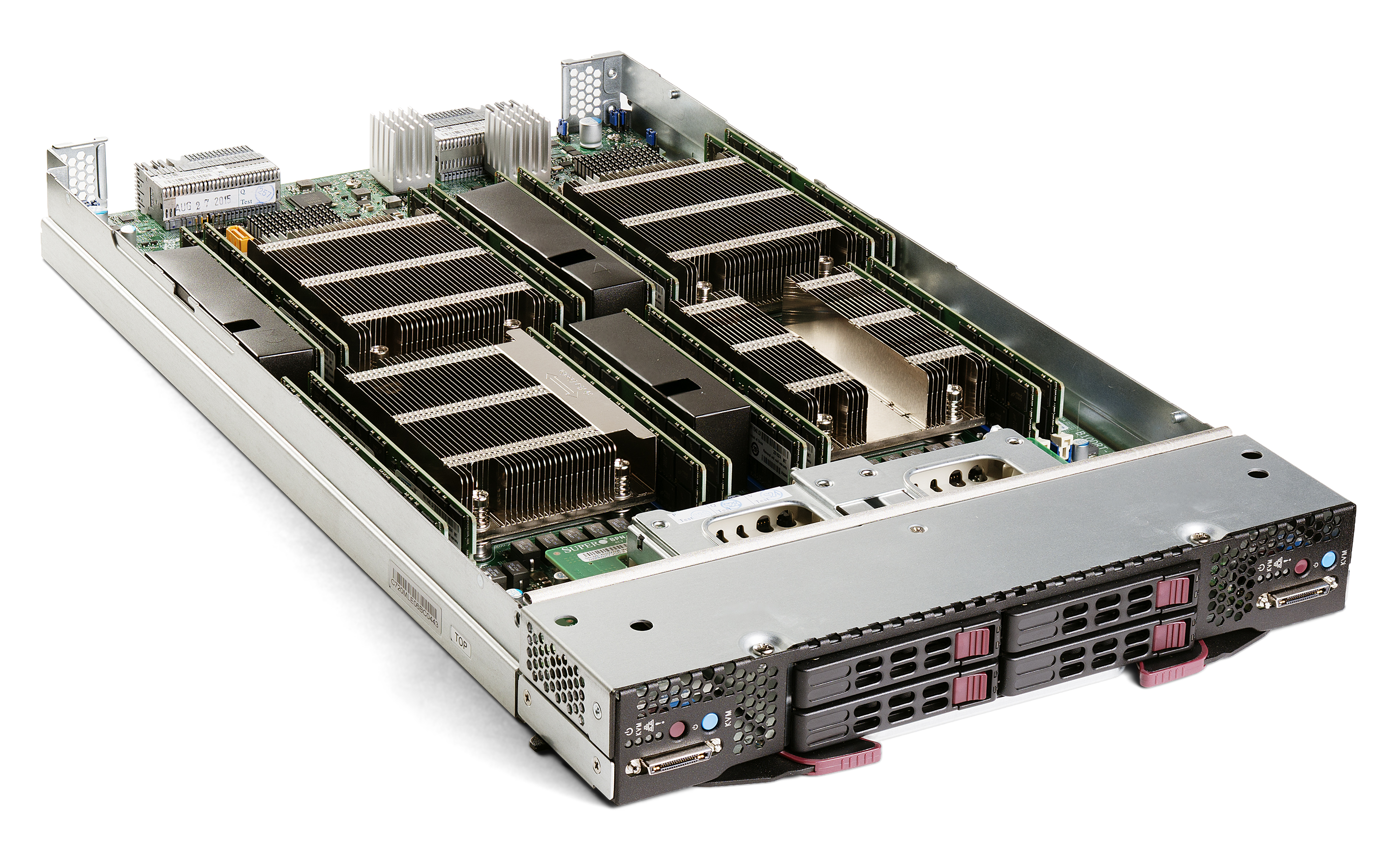
Блейд-сервер Supermicro SBI-7228R-T2X. Состоит из двух 2-процессорных модулей.

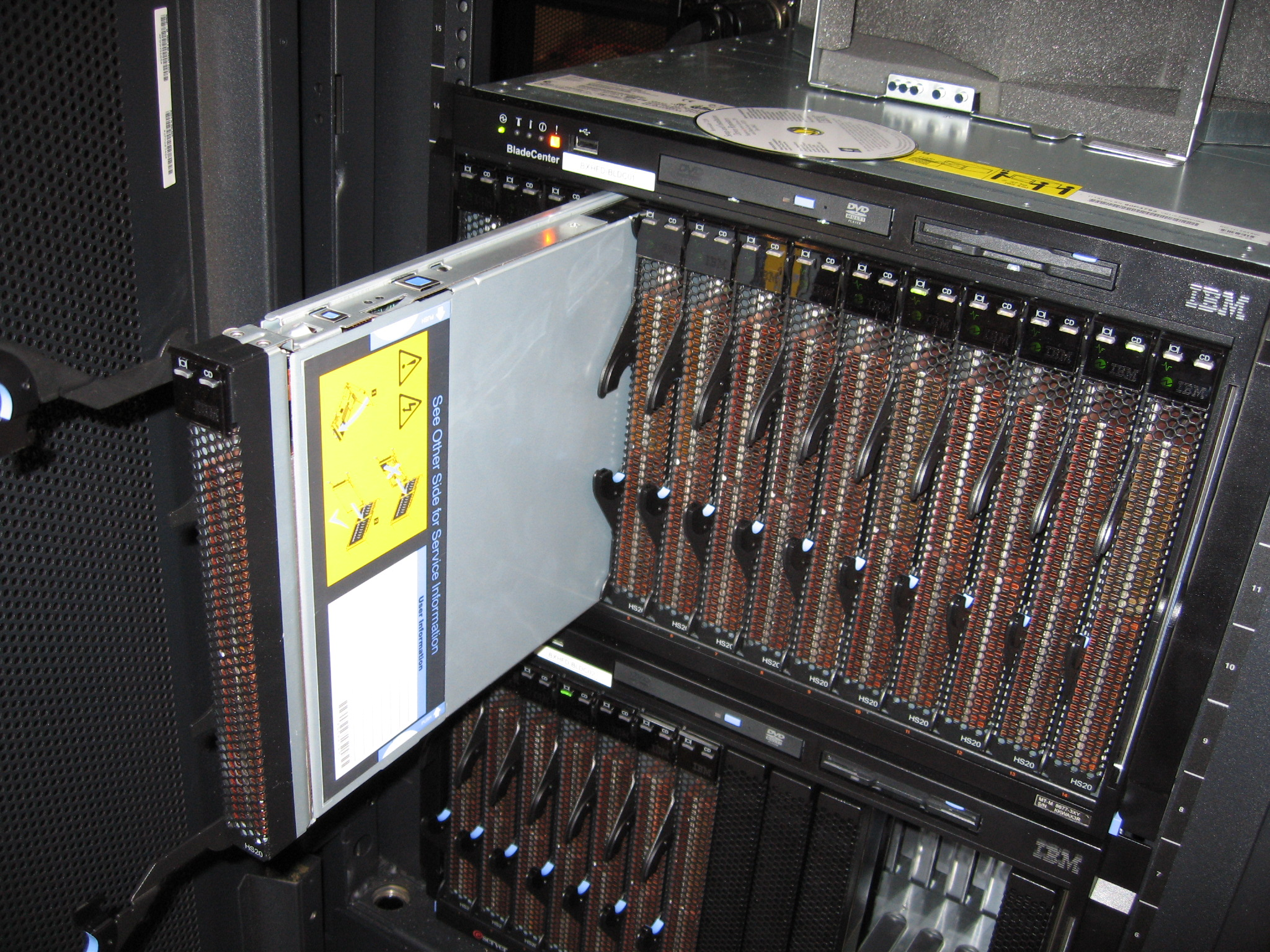
Корзина с блейд-серверами

Блейд-сервер, блэйд-сервер (от англ. blade — «лезвие» и server — сервер) — компьютерный сервер с компонентами, вынесенными и обобщёнными в корзине для уменьшения занимаемого пространства. 
«Корзина» (англ. blade enclosure) — шасси для блейд-серверов, предоставляющая им доступ к общим компонентам, например, блокам питания и сетевым контроллерам. Блейд-серверы называют также ультракомпактными серверами.
Блейд-серверы экономят место, электроэнергию и стоят дешевле такого же комплекта отдельных серверов (как установочные, так и эксплуатационные расходы у них ниже), однако блейд-системы имеют мало возможностей для их расширения.

## Особенности блейд систем
В сравнении с отдельными серверами блейд-системы обладают следующими преимуществами:
- меньшая стоимость;
- более высокая надежность систем питания и охлаждения;
- меньшее количества коммутационных проводов;
- удобство управления системой;
- меньший требуемый объём;
- меньшее энергопотребление и тепловыделение;
- высокая масштабируемость и гибкость.

У такой компактной архитектуры со своей стороны есть и недостатки:
- ограниченность расширения подсистем, в том числе апгрейда[1];
- перегрев всей корзины при интенсивной нагрузке высокопроизводительных процессоров;
- наличие единых точек отказа в шасси, которые могут привести к неработоспособности всех лезвий.

## Внутренняя структура
В блейд-сервере отсутствуют или вынесены наружу некоторые типичные компоненты, традиционно присутствующие в компьютере. Функции питания, охлаждения, сетевого подключения, подключения жёстких дисков, межсерверных соединений и управления могут быть возложены на внешние агрегаты. Вместе с ними набор серверов образует так называемую блейд-систему.
Обязательно должны быть размещены в блейд-сервере процессор и оперативная память, остальные компоненты принципиально могут быть вынесены в корзину; концепция блейд-сервера предусматривает замену части остальных компонентов внешними агрегатами (блоки питания) или их виртуализацию (порты ввода-вывода, консоли управления), тем самым значительно упрощая и облегчая сам сервер.

## Внешние подключаемые блоки

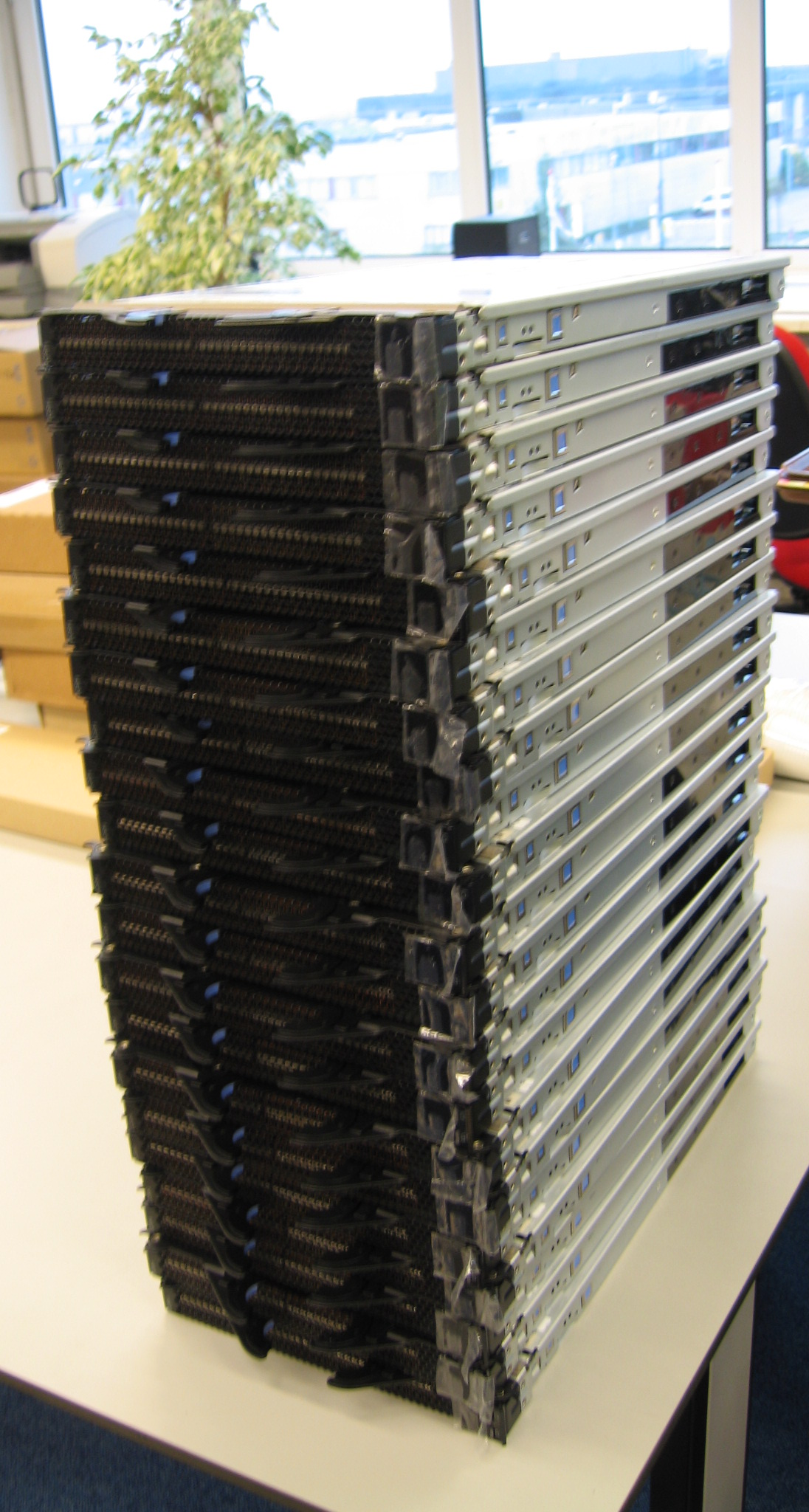
Стопка блейд-серверов IBM HS20. В каждом из них установлено по два процессора Intel Xeon 2,8 ГГц, два 36 ГБ Ultra-320 SCSI жестких диска и 2 ГБ ОЗУ

Блейд-системы состоят из набора блейд-серверов и внешних компонентов, обеспечивающих периферийные функции. Как правило, за пределы серверной материнской платы выносят компоненты, создающие много тепла, занимающие много места, а также повторяющиеся по функциям между серверами. Их ресурсы могут быть распределены между всем набором серверов. Деление на встроенные и внешние функции варьируется у разных производителей.